# Диана Уэлсли, герцогиня Веллингтон
Диана Уэлсли, герцогиня Веллингтон (14  января 1922 – 1 ноября 2010) была женой  Артура Валериана Уэлсли, 8-го герцога Веллингтон.
Диана Рут Макконел родилась в Вулидже и была единственной дочерью генерал-майора Дугласа Макконела, инструктора Королевской военной академии и его жены Рут Мэри (урожденной Гарнет-Ботфилд). Когда началась  Вторая мировая война ей было всего 17 лет. Она жила в Иерусалиме вместе с отцом и работала секретарем в военном штабе, располагавшемся в  гостинице Царь Давид, где её отец служил адъютантом.
Там она встретила  Артура Валериана Уэлсли, который в 1943 году стал Маркизом Дуро, когда его отец лорд Джеральд Уэлсли унаследовал титул Герцога Веллингтона  после смерти своего племянника . Они поженились 28 января 1944 года в Соборе Святого Георгия в Иерусалиме.  У них родилось пятеро детей:
- Артур Чарльз Валериан Уэлсли, 9-й герцог Веллингтон (род. 19 августа 1945). 3 февраля 1977 года женился на принцессе Антонии Прусской. Пятеро детей:
  - Артур Джеральд Уэлсли, маркиз Дуро (род. 31 января 1978),
  - Виктория Уэлсли (род. 25 октября 1979),
  - Мэри Луиза Уэлсли (род. 16 декабря 1986),
  - Шарлотт Энн Уэлсли (род. 8 октября 1990),
  - Фредерик Чарльз Уэлсли (род. 30 сентября 1992)[5].
- Ричард Джеральд Уэлсли (род. 20 июня 1949). 14 июля 1973 года женился на Джоан Мэррион Саммер. Двое детей: Давиния Хлоя Уэлсли (род. 10 октября 1977) и Наташа Дуни Уэлсли (род. 6 июня 1981)[6].
- Кэролайн Джейн Уэлсли (род. 6 июля 1951). Не замужем[7].

- Джон Генри Уэлсли (род. 20 апреля 1954). 7 мая 1977 года женился на Коринн Вэс. Двое детей:
  - Джеральд Валериан Уэлсли (род. 6 июня 1981),
  - Александрина София Уэлсли (род. 23 июля 1983)[8]. В 2014 году Александрина вышла замуж за певца Джеймса Бланта[9].

- Джеймс Кристофер Дуглас Уэлсли (род. 16 декабря 1964). В 1994 году женился на Лоре Элизабет Уэдж. Развёлся в 2005 году. Одна дочь:
  - Элеанор Роуз Уэлсли.

26 июля 2005 года женился во второй раз на Эмме Нетеркотт.